# Elitserien i handboll för herrar 1999/2000
Elitserien i handboll för herrar 1999/2000 vanns av Redbergslid IK, som i slutspelet även blev svenska mästare efter finalseger mot HK Drott.

## Sluttabell

### Höstserien 1999
| Nr | Lag                | S  | V  | O | F  | GM  | IM  | MS  | P  |
| -- | ------------------ | -- | -- | - | -- | --- | --- | --- | -- |
| 1  | Redbergslids IK    | 16 | 10 | 5 | 1  | 397 | 317 | +80 | 25 |
| 2  | HK Drott (RM)      | 16 | 11 | 1 | 4  | 401 | 354 | +47 | 23 |
| 3  | IFK Skövde         | 16 | 9  | 3 | 4  | 371 | 346 | +25 | 21 |
| 4  | IK Sävehof         | 16 | 9  | 1 | 6  | 364 | 341 | +23 | 19 |
| 5  | IF Guif            | 16 | 8  | 2 | 6  | 386 | 367 | +19 | 18 |
| 6  | IFK Ystad          | 16 | 5  | 5 | 6  | 355 | 352 | +3  | 15 |
| 7  | Lugi HF            | 16 | 7  | 1 | 8  | 345 | 369 | −24 | 15 |
| 8  | HP Warta           | 16 | 6  | 2 | 8  | 330 | 341 | −11 | 14 |
| 9  | Alingsås HK        | 16 | 5  | 4 | 7  | 352 | 372 | −20 | 14 |
| 10 | GIK Wasaiterna (U) | 16 | 4  | 4 | 8  | 354 | 399 | −45 | 12 |
| 11 | IFK Tumba          | 16 | 5  | 1 | 10 | 341 | 367 | −26 | 11 |
| 12 | GF Kroppskultur    | 16 | 1  | 3 | 12 | 300 | 371 | −71 | 5  |

### Vårserien 2000
| Nr | Lag             | S  | V  | O | F  | GM  | IM  | MS   | P  |
| -- | --------------- | -- | -- | - | -- | --- | --- | ---- | -- |
| 1  | Redbergslids IK | 30 | 18 | 7 | 5  | 754 | 616 | +138 | 43 |
| 2  | HK Drott        | 30 | 20 | 1 | 9  | 735 | 658 | +77  | 41 |
| 3  | IFK Skövde      | 30 | 17 | 3 | 10 | 708 | 674 | +34  | 37 |
| 4  | IF Guif         | 30 | 16 | 2 | 12 | 720 | 689 | +31  | 34 |
| 5  | Lugi HF         | 30 | 14 | 2 | 14 | 657 | 684 | −27  | 30 |
| 6  | IK Sävehof      | 30 | 14 | 1 | 15 | 676 | 670 | +6   | 29 |
| 7  | IFK Ystad       | 30 | 11 | 5 | 14 | 656 | 693 | −37  | 27 |
| 8  | HP Warta        | 30 | 9  | 3 | 18 | 613 | 673 | −60  | 21 |

## SM-slutspel

### Åttondelsfinaler

#### IFK Ystad – Alingsås HK
| Datum                         | Match            | Resultat |
| ----------------------------- | ---------------- | -------- |
| IFK Ystad – Alingsås HK (0–2) |                  |          |
| 16 mars 2000 19:00            | Alingsås – Ystad | 24 – 18  |
| 18 mars 2000 16:00            | Ystad – Alingsås | 22 – 32  |

#### HP Warta – H43 Lund
| Datum                     | Match       | Resultat |
| ------------------------- | ----------- | -------- |
| HP Warta – H43 Lund (2–0) |             |          |
| 16 mars 2000 19:00        | H43 – Warta | 17 – 18  |
| 18 mars 2000 12:15        | Warta – H43 | 24 – 22  |

### Kvartsfinaler

#### Redbergslids IK – HP Warta
| Datum                            | Match               | Resultat |
| -------------------------------- | ------------------- | -------- |
| Redbergslids IK – HP Warta (3–0) |                     |          |
| 21 mars 2000 19:00               | Redbergslid – Warta | 21 – 19  |
| 23 mars 2000 19:00               | Warta – Redbergslid | 16 – 23  |
| 25 mars 2000 15:00               | Redbergslid – Warta | 27 – 18  |

#### HK Drott – Alingsås HK
| Datum                        | Match            | Resultat |
| ---------------------------- | ---------------- | -------- |
| HK Drott – Alingsås HK (3–0) |                  |          |
| 21 mars 2000 19:00           | Drott – Alingsås | 25 – 22  |
| 23 mars 2000 19:00           | Alingsås – Drott | 25 – 28  |
| 25 mars 2000 17:00           | Drott – Alingsås | 28 – 17  |

#### IF Guif – Lugi HF
| Datum                   | Match       | Resultat |
| ----------------------- | ----------- | -------- |
| IF Guif – Lugi HF (3–1) |             |          |
| 21 mars 2000 19:00      | Guif – Lugi | 20 – 18  |
| 23 mars 2000 19:00      | Lugi – Guif | 27 – 15  |
| 25 mars 2000 16:15      | Guif – Lugi | 25 – 16  |
| 27 mars 2000 19:00      | Lugi – Guif | 17 – 22  |

#### IFK Skövde – IK Sävehof
| Datum                         | Match            | Resultat |
| ----------------------------- | ---------------- | -------- |
| IFK Skövde – IK Sävehof (3–2) |                  |          |
| 21 mars 2000 19:00            | Skövde – Sävehof | 22 – 29  |
| 23 mars 2000 19:00            | Sävehof – Skövde | 18 – 20  |
| 25 mars 2000 16:15            | Skövde – Sävehof | 19 – 20  |
| 27 mars 2000 19:00            | Sävehof – Skövde | 18 – 20  |
| 30 mars 2000 19:00            | Skövde – Sävehof | 24 – 21  |

### Semifinaler

#### Redbergslids IK – IFK Skövde
| Datum                              | Match                | Resultat |
| ---------------------------------- | -------------------- | -------- |
| Redbergslids IK – IFK Skövde (3–0) |                      |          |
| 3 april 2000 19:00                 | Redbergslid – Skövde | 24 – 19  |
| 5 april 2000 19:00                 | Skövde – Redbergslid | 18 – 22  |
| 7 april 2000 19:00                 | Redbergslid – Skövde | 22 – 21  |

#### HK Drott – IF Guif
| Datum                    | Match        | Resultat |
| ------------------------ | ------------ | -------- |
| HK Drott – IF Guif (3–0) |              |          |
| 3 april 2000 19:00       | Drott – Guif | 29 - 26  |
| 5 april 2000 19:00       | Guif – Drott | 27 - 34  |
| 7 april 2000 19:00       | Drott – Guif | 26 - 18  |

### Final
| Datum                            | Match               | Resultat |
| -------------------------------- | ------------------- | -------- |
| Redbergslids IK – HK Drott (2–1) |                     |          |
| 16 april 2000 15:35              | Redbergslid – Drott | 28 – 20  |
| 21 april 2000 15:35              | Drott – Redbergslid | 26 – 24  |
| 23 april 2000 15:35              | Redbergslid – Drott | 25 – 22  |

### Slutspelsträd
Resultaten står i vunna matcher.
|  | Kvartsfinaler   | Kvartsfinaler |                 |   | Semifinaler | Semifinaler |  |  | Final | Final |
|  |                 |               |                 |   |             |             |  |  |       |       |
|  |                 |               |                 |   |             |             |  |  |       |       |
|  |                 |               |                 |   |             |             |  |  |       |       |
|  | Redbergslids IK | 3             |                 |   |             |             |  |  |       |       |
|  | Redbergslids IK | 3             |                 |   |             |             |  |  |       |       |
|  | HP Warta        | 0             |                 |   |             |             |  |  |       |       |
|  | HP Warta        | 0             | Redbergslids IK | 3 |             |             |  |  |       |       |
|  |                 |               | Redbergslids IK | 3 |             |             |  |  |       |       |
|  |                 | IFK Skövde    | 0               |   |             |             |  |  |       |       |
|  | IFK Skövde      | IFK Skövde    | 0               | 3 |             |             |  |  |       |       |
|  | IFK Skövde      |               |                 | 3 |             |             |  |  |       |       |
|  | IK Sävehof      | 2             |                 |   |             |             |  |  |       |       |
|  | IK Sävehof      | 2             | Redbergslids IK | 2 |             |             |  |  |       |       |
|  |                 |               | Redbergslids IK | 2 |             |             |  |  |       |       |
|  |                 | HK Drott      | 1               |   |             |             |  |  |       |       |
|  | HK Drott        | HK Drott      | 1               | 3 |             |             |  |  |       |       |
|  | HK Drott        |               |                 | 3 |             |             |  |  |       |       |
|  | Alingsås HK     | 0             |                 |   |             |             |  |  |       |       |
|  | Alingsås HK     | 0             | HK Drott        | 3 |             |             |  |  |       |       |
|  |                 |               | HK Drott        | 3 |             |             |  |  |       |       |
|  |                 | IF Guif       | 0               |   |             |             |  |  |       |       |
|  | IF Guif         | IF Guif       | 0               | 3 |             |             |  |  |       |       |
|  | IF Guif         |               |                 | 3 |             |             |  |  |       |       |
|  | Lugi HF         | 1             |                 |   |             |             |  |  |       |       |
|  | Lugi HF         | 1             |                 |   |             |             |  |  |       |       |

### Svenska mästare
Redbergslids IK blev svenska mästare i handboll för herrar säsongen 1999/2000.
Tränare: Magnus "Bagarn" Johansson
Spelare
- 1. Peter Johansson
- 16. Johan Olsson
- 2. Jerry Hallbäck
- 5. Mathias Franzén
- 6. Henrik Lundström
- 8. Anders Franzén
- 9. Magnus Jernemyr
- 10. Fredrik Pettersson
- 13. Jasmin Zuta
- 17. Magnus Lindén
- 18. Mikael Franzén
- 19. Martin Boquist

## Skytteligan
|   | Spelare          | Lag             | Antal mål |
| - | ---------------- | --------------- | --------- |
| 1 | Henrik Andersson | HK Drott        | 180       |
| 1 | Martin Boquist   | Redbergslids IK | 180       |
| 3 | Jonas Ernelind   | IK Sävehof      | 157       |
| 4 | Mathias Franzén  | Redbergslids IK | 148       |
| 5 | Erik Hajas       | IF Guif         | 146       |

- Källa: [1]